# Дмитриевский (Новосибирская область)
Дми́триевский — посёлок в Куйбышевском районе Новосибирской области. Входит в состав Осиновского сельсовета.

## География
Площадь посёлка — 20 гектаров.

## История
Основан в 1896 году. В 1926 году посёлок Мишенский состоял из 53 хозяйств, основное население — украинцы. В административном отношении — в составе Осиново-Колкинского сельсовета Барабинского района Барабинского округа Сибирского края.

## Население
| 1926 | 2002 | 2007 | 2010 |
| ---- | ---- | ---- | ---- |
| 278  | ↘106 | ↘101 | ↘71  |

## Инфраструктура
В посёлке по данным на 2007 год функционируют 1 учреждение здравоохранения и 1 учреждение образования.